# Supergrid
A super grid vagy szuperhálózat olyan elektromos hálózat, amely képes nagy mennyiségű áramot nagy távolságra eljuttatni.

## Története
A nagy távolságú áramszállító vezetékek kiépítésének ötlete nem új, az 1930-as években felmerült, hogy az Egyesült Államok északnyugati területein termelt vízenergiát Dél-kaliforniába vívő vezeték jöjjön létre, ám a kongresszus ellenállásán ez a projekt megbukott. John F. Kennedy alatt azonban egy hasonló projekt megvalósult svéd segítséggel, ami ma is fontos része Los Angeles áramellátásának.
Maga a koncepció a hatvanas évekre nyúlik vissza, amikor a super grid elnevezést Nagy Britannia egyesülő áramhálózatára alkalmazták. A supergrid kifejezést a hálózat azon elemeire alkalmazták, melyek képesek 200 kV feszültség felett is működni. Ami az elmúlt 40 évben változott, az az energia mennyisége és a supergrid által leküzdhetű távolság.